# Knight of the Living Dead
Knight of the Living Dead är en låt av rockgruppen Stone Gods. Låten är bandets debutsingel, och gavs ut den 23 juni 2008 i downloadformat. Låten återfinns på gruppens debutalbum "Silver Spoons & Broken Bones".

## Låtlista
1. "Knight of the Living Dead" – 4:24
2. "Goodbye" – 4:30
3. "Pretty Ugly" – 3:09

## Medverkande
- Richie Edwards - sång, gitarr
- Dan Hawkins - gitarr, kör
- Ed Graham - trummor
- Toby MacFarlaine - bas, kör